# María Botto
Pour les articles homonymes, voir Botto.
María Botto, née le 10 février 1974 à Buenos Aires, est une actrice espano-argentine de cinéma et de séries télévisées.

## Biographie
María Botto Rota est la fille de l'actrice Cristina Rota et la soeur de l'acteur Juan Diego Botto.

## Filmographie
- 1984 : Berta's Motives
- 1985 : Stico de Jaime de Armiñán  : Niña
- 1986 : Teo el pelirrojo
- 1989 : If They Tell You I Fell : Fueguiña
- 1995 : Dile a Laura que la quiero : la réceptionniste
- 1996 : Choir of Angels (court métrage) : la chanteuse
- 1999 : Celos de Vicente Aranda : Cinta Vidal
- 2001 : Broken Silence : Lola
- 2000-2001 : Un chupete para ella (série télévisée) : Paula Cimarro
- 2002 : El balancín de Iván (court métrage) : Ana adulte
- 2003 : Soldiers of Salamina : Conchi
- 2003 : Carmen : Fernanda
- 2003 : With George Bush on My Mind (+ scénariste) : Laura
- 2004 : 7 vidas (série télévisée) : Ana
- 2004 : Only Human : Tania Dali
- 2004 : María querida : Lola
- 2005 : El penalti más largo del mundo : Ana
- 2005 : Mis estimadas víctimas (téléfilm) : Nieves
- 2005-2006 : 7 días al desnudo (série télévisée) : Marta Castillo
- 2007 : Círculo rojo (série télévisée) : Andrea Onieva
- 2007 : Barcelona (un mapa) : Violeta
- 2008 : Just Next Scretcher (court métrage) : Marta
- 2008 : Small Country : Rosana
- 2008 : Animales de compañía : Sofía
- 2009 : Vacances à la grecque : Lala
- 2009-2010 : Pelotas (série télévisée) : Marta
- 2011 : Doctor Mateo (série télévisée)
- 2011 : La mujer del hatillo gris (court métrage) : María
- 2011-2012 : Mad Dogs (série télévisée) : Maria
- 2013 : Three Many Weddings : Sara
- 2015 : Hablar : La Madre
- 2015 : De chica en chica : Sofía
- 2015-2016 : Mad Dogs (série télévisée) : Sophia Moreno
- 2016 : La Résurrection du Christ (Risen) : Marie-Madeleine
- 2016 : Bajo sospecha (série télévisée) : Sara Guzmán
- 2016-2017 : Good Behavior (série télévisée) : Ava Pereira
- 2017 : Choc Ice (court métrage) : María
- 2018 : Cuerpo de élite (série télévisée) : Andrea Zimmerman
- 2022 : Le Haut du panier (Hustle) de Jeremiah Zagar